# State v. Queen
State v. Queen es el séptimo episodio de la segunda temporada y trigésimo episodio a lo largo de la serie estadounidense de drama y ciencia ficción, Arrow. El episodio fue escrito por Marc Guggenheim y Drew Z. Greenberg, dirigido por Bethany Rooney y fue estrenado el 20 de noviembre de 2013.
Oliver se preocupa cuando Diggle es infectado por una rara enfermedad que ha afectado a cientos de personas en Starling City. Al analizar la sangre de Diggle, Felicity encuentra rastros de vértigo y Oliver descubre que "El Conde" ha escapado de prisión y está distribuyendo la droga nuevamente. Mientras tanto, el juicio contra Moira comienza y el fiscal Donner colapsa en la corte con los síntomas del vértigo por lo que Laurel se ve forzada a seguir la acusación. Por otra parte, Oliver se encuentra dividido entre permanecer al lado de su familia o atrapar al Conde, y Felicity sigue una pista que la lleva directamente a una trampa.

## Argumento
El episodio comienza cinco meses atrás, en la noche en que Moira declara públicamente los planes de Malcolm Merlyn y su implicación en ellos. En la prisión de Iron Heights, los guardias intentan evacuar la prisión dejando a los reclusos dentro. Durante el terremoto, la prisión es afectada y el Conde logra escapar de su celda, tomando las llaves de un custodio muerto y entregándoselas a Barton Mathis. Finalmente, el Conde logra salir de prisión y contempla la destrucción de la ciudad.
En el presente, Oliver y Thea son acosados por los periodista a su llegada a la corte donde comenzará el juicio contra Moira, mientras tanto, Adam le revela a Laurel que tiene un as bajo la manga para ganar el caso. Por otra parte, se revela que el Conde ha estado utilizando el sistema de vacunación de la ciudad para distribuir una nueva versión del vértigo y Diggle y el fiscal Donner han sido inyectados con ella.
Cuando Adam se derrumba en la corte, el Conde le secuestra en el camino al hospital y le revela a la ciudad que la cura para su enfermedad es tomar vértigo. En el tribunal, Laurel utiliza un antiguo romance entre Moira y Malcolm para sembrar dudas sobre la defensa de Moira. Felicity es capaz de localizar al Conde y Arrow se las arregla para rescatar a Adam, sin embargo, deja escapar al Conde.
Mientras Oliver está ocupado con el juicio de su madre, Felicity se ofrece para conseguir una dosis de vértigo para Diggle pero es capturada por el Conde, quien llama a Oliver para decirle que sabe que él es el vigilante. Oliver deja la corte para ir a rescatar a Felicity. Cuando el Conde amenaza con inyectar el vértigo a Felicity, Oliver se ve obligado a romper su promesa y asesinar al Conde.
Mientras tanto, el oficial Daily informa a Blood que el Conde ha muerto y que uno de sus sujetos de prueba -Cyrus Gold- ha despertado después de haber sido inyectado con el suero. Finalmente, Moira es declarada inocente de los cargos en su contra para sorpresa de todos. Poco después, Moira descubre que Malcolm está vivo y forzó al jurado a dar un veredicto favorable. Malcolm revela que estuvo siguiendo el juicio a detalle y que se sorprendió al enterarse de que él es el verdadero padre de Thea.
En un flashback a la isla, Ivo y sus hombres llevan a Oliver de vuelta a la isla junto a Sara, para que los guíe hasta las cavernas donde se encuentran los cadáveres de los soldados japoneses pero antes intentan asesinar a Shado y Slade. Cuando llegan a las cavernas, Ivo revela que está buscando el hosen que Oliver y sus amigos encontraron. Shado y Slade son capaces de rescatar a Sara y Oliver y descubren que el hosen contiene las coordenadas del lugar donde encalló el submarino japonés, cuando Slade pregunta por qué Ivo quiere ese submarino, Sara revela que este contiene algo que puede salvar a la humanidad.

## Elenco
- Stephen Amell como Oliver Queen.
- Katie Cassidy como Dinah Laurel Lance.
- David Ramsey como John Diggle.
- Willa Holland como Thea Queen.
- Emily Bett Rickards como Felicity Smoak.
- Colton Haynes como Roy Harper.
- Manu Bennett como Slade Wilson.
- Susanna Thompson como Moira Queen.
- Paul Blackthorne como el oficial Quentin Lance (crédito solamente).

## Continuidad
- Quentin Lance no aparece en este episodio.

- Es el quinto episodio de la temporada en el uno o más personajes principales están ausentes.

- Laurel Lance y Adam Donner fueron vistos anteriormente en League Of Assassins.
- Sebastian Blood y el oficial Daily fueron vistos anteriormente en Crucible.
- Barton Mathis fue visto anteriormente en Broken Dolls.
- Malcolm Merlyn fue visto anteriormente en Sacrifice.
- "El Conde" fue visto anteriormente en Unfinished Business.
- Kate Spencer fue vista anteriormente en Damaged.
- En este episodio se muestra que Oliver regresa a la isla.
- Sara conoce a Shado y Slade en este episodio.
- Este episodio comienza superponiéndose a los acontecimientos ocurridos en Sacrifice.

- Se revela que "El Conde" fue quien ayudó a escapar a Barton Mathis de Iron Heights.

- Diggle y Adam Donner presentan síntomas de adicción al vértigo.

- Se revela que el antídoto de Oliver no funciona con esta nueva versión de la droga.

- En este episodio tiene lugar el juicio contra Moira Queen.
- Adam Donner señala que la primera visita de Thea a su madre en prisión fue el 9 de octubre de 2013, fecha en que se estrenó City of Heroes, episodio en el cual tiene lugar tal acontecimiento.
- "El Conde" se llama a sí mismo Conde Vértigo.
- Moira revela que le fue infiel a su esposo con Malcolm.
- "El Conde" descubre que Oliver es Arrow.
- Oliver asesina al Conde para salvar a Felicity.
- Se revela que Conde Vértigo trabajaba para Sebastian Blood.
- Cyrus Gold es despertado después de haberle inyectado el suero del Hermano Sangre.

- Cyrus Gold es el verdadero nombre de Solomon Grundy, un personaje del Universo DC con la capacidad de volver una y otra vez de la muerte y enemigo de Linterna Verde y Batman.

- Moira es declarada inocente de los cargos en su contra.
- Se revela que Malcolm no murió y que es el verdadero padre de Thea como resultado de su romance con Moira.

- Con esto, se revela que Thea tuvo un enamoramiento por Tommy, su medio hermano (Legacies).

- El Conde Vértigo se convierte en la décima persona en conocer la verdadera identidad de Arrow, siendo John Diggle (Lone Gunmen), Derek Reston (Legacies), Helena Bertinelli (Muse of Fire), Felicity Smoak (The Odyssey), Tommy Merlyn (Dead to Rights), el Dr. Webb (Unfinished Business), Malcolm Merlyn (Darkness on the Edge of Town), Sara Lance (Crucible) y Amanda Waller (Keep Your Enemies Closer), las otras nueve.

## Desarrollo

### Producción
La producción de este episodio comenzó el 9 de septiembre y terminó el 17 de septiembre de 2013.

### Filmación
El episodio fue filmado del 18 al 27 de septiembre de 2013.

### Casting
Marc Guggenheim confirmó el regreso de Malcolm Meryln (John Barrowman): "Somos un programa que hace flashbacks, no creo adelantar algo al decir que las escenas de Barrowman serán con Stephen", declaró. Además, Andrew Kreisberg confirmó que "El Conde" (Seth Gabel) también estaría presente en la nueva temporada, comentando que "traerá un montón de problemas con él".

## Recepción

### Recepción de la crítica
Paloma Garrón de TodoSeries le otorgó cuatro estrellas de cinco, comentando: "Esperaba que este [episodio] se centrara en el juicio de Moira y el regreso del Conde Vértigo, que ha resultado bastante light, en parte porque al menos sigo sin creerme mucho la interpretación de Seth Gabel y en parte porque hemos tenido un regreso mucho más inesperado e interesante: El mismísimo Malcolm Merlyn. Lo que aún no sé si me apasiona es el giro final, la revelación de que Malcolm es en realidad el padre de Thea. Lo cierto es que con el añadido de Ivo y su plan misterioso, este Slade cada vez más oscuro y el añadido de Sarah, los flashbacks vuelven a estar entre las partes más interesantes de cada capítulo".
Alasdair Wilkins de The A.V. Club calificó al episodio con una B+, diciendo: "Incluso para los estándares embriagadores de la segunda temporada de Arrow, State v. Queen no hace perder el tiempo . El episodio anuncia sus intenciones de inmediato con un flashback a la noche de El Proyecto, mientras un encarcelado Conde Vértigo aprovecha el terremoto para escapar de Iron Heights, el breve regreso del villano es una impresionante muestra de lo bien que la serie maneja su complicada continuidad. En sus apariciones de la primera temporada, la actuación de Seth Gabel como el Conde fue escandalosa, no iba con el tono de la serie y no encontró a un enemigo a su altura, esta vez, la locura de Arrow es equitativa con la del Conde o por lo menos ha logrado cerrar la brecha. Sorprendentemente, la estrella de Fringe está simplemente empujando en los límites de lo que la serie puede ser, en lugar de rebosar en otra serie diferente. Gabel devora todo el paisaje a la vista mientras deja salir su lado psicótico en una sola línea -"¡Silencio, por favor, estoy amenazando!", podría ser mi nueva línea favorita de toda la serie- y la emoción no estaba del todo perdida".
Jesse Schedeen de IGN, calificó al episodio como bueno y le otorgó una puntuación de 7.4, comentando: "Por desgracia, el Conde Vértigo volvió a ser la decepción fue en la temporada 1. La mala actuación y el guion al estilo The Joker es la entrada más lamentable en la galería de villanos de Ollie. Por suerte, los otros elementos en este episodio eran mucho más fuertes, por lo que el resultado final fue todavía muy agradable. La serie sigue estando en gran forma a medida que avanza hacia su final de mitad de temporada".

### Recepción del público
En Estados Unidos, State v. Queen fue visto por 2.66 millones de espectadores, recibiendo 1.0 millones de espectadores entre los 18 y 49 años, de acuerdo con Nielsen Media Research.